# 3-chinoclidinile benzilato
Il 3-chinoclidinile benzilato, noto anche come BZ, è un agente chimico di derivazione militare. Sintetizzato nel 1951 nei laboratori Hoffmann-La Roche, iniziò ad essere utilizzato come arma bellica agli inizi degli anni '60 dagli Stati Uniti. È un composto inodore, solubile in acqua e in solventi organici, estremamente persistente nell'ambiente.
Il BZ, ingerito o inalato, blocca l'azione dell'acetilcolina, impedendo le normali funzioni superiori del sistema nervoso, quali la memoria, il pensiero logico, l'attenzione e la comprensione. Altri disturbi sono: allucinazioni, atassia, disturbi psicologici, isteria, tachicardia.
Si ritiene che questo agente chimico sia stato utilizzato dalle forze armate russe contro i militanti ceceni durante la crisi del teatro Dubrovka nel 2002.